# Hua (花)
Huā 花 (spreek uit als [Ggwaa]) is een zeer weinigvoorkomende Chinese familienaam. Deze achternaam staat op de 55e plaats van de Baijiaxing en bestaat al meer dan duizend jaar. Tijdens de Tang-dynastie maakten de eerste personen met de familienaam Hua zich bekend door vermelding in de geschiedenisboeken van toen.  Een deel van de mensen met de achternaam He veranderden vroeger hun achternaam in Huā. Toen de Mantsjoes in Zhong Yuan kwamen, veranderden sommigen van hen hun Mantsjoese achternaam in Huā. Dat gebeurde ook bij de volken: Hui (volk) en Thai (volk). Een groot deel van de eerste mensen met de familienaam Hua (花) hadden waarschijnlijk eerst de familienaam Huà (华) gehad. Want vroeger bestond het karakter voor bloem alleen uit 华 en niet ook uit 花. 
De Hua heeft twee belangrijke oorspronggebieden, waar de eerste voorouders met deze familienaam vandaan kwamen. Het eerste is het huidige Dongping in de provincie Shandong. Het tweede is in het huidige Kaifeng in de provincie Henan.
De meeste mensen op Taiwan met deze familienaam stammen af van een familie Hua die vanuit Tong'an in de Chinese provincie Fujian naar het eiland migreerde.

## Bekende personen met de naam Huā 花
- Hua Mulan, vrouwelijke legeraanvoerder die de Xiongnu/Hunnen verjaagden uit China